# Altaiski Traktorny Sawod
Das Altaiski Traktorny Sawod, kurz ATZ oder ATS (russisch Алтайский тракторный завод, kurz АТЗ, zu Deutsch Altaier Traktorenwerk) ist ein ehemals sowjetischer und heute russischer Hersteller von Kettentraktoren und anderen Kettenfahrzeugen. Das 1941 gegründete Unternehmen sitzt in Rubzowsk, Region Altai im westlichen Sibirien und firmiert heute offiziell unter dem Namen OAO Altaiski Traktor (russisch ОАО Алтайский трактор), kurz ALTTRAC.

## Unternehmensgeschichte

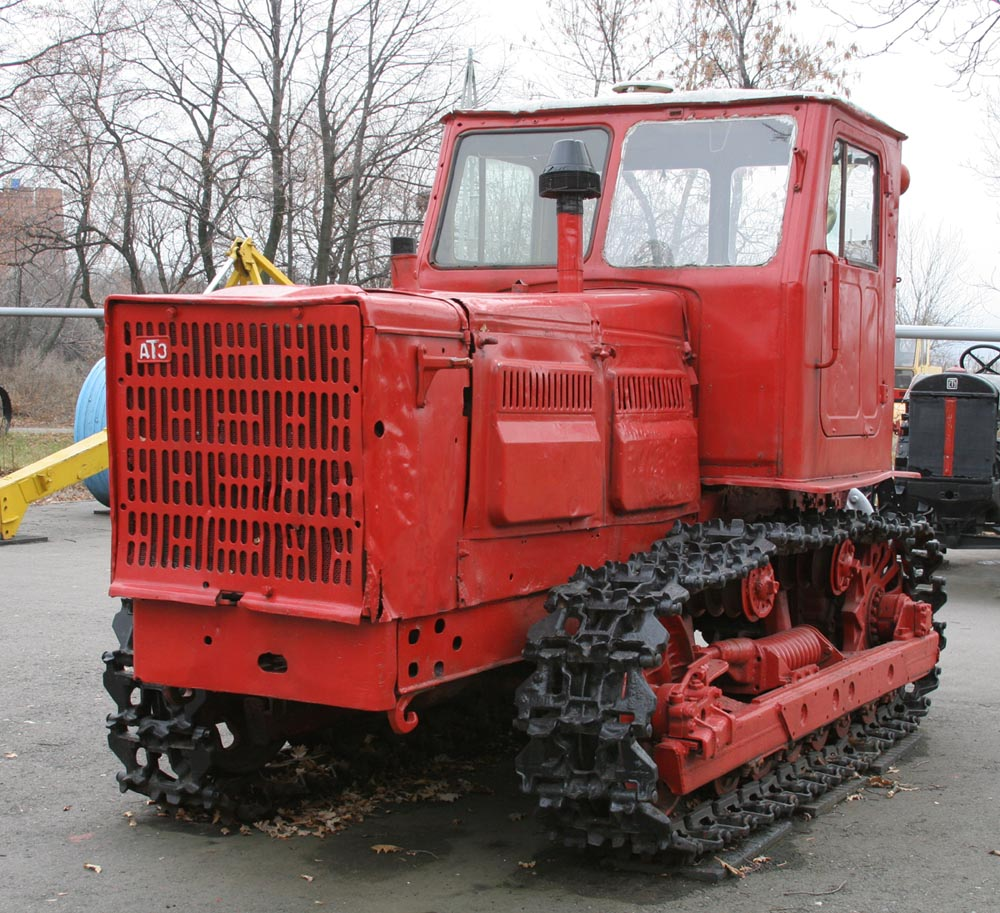
Traktor vom Typ T-4A in einem russischen Museum (2008)

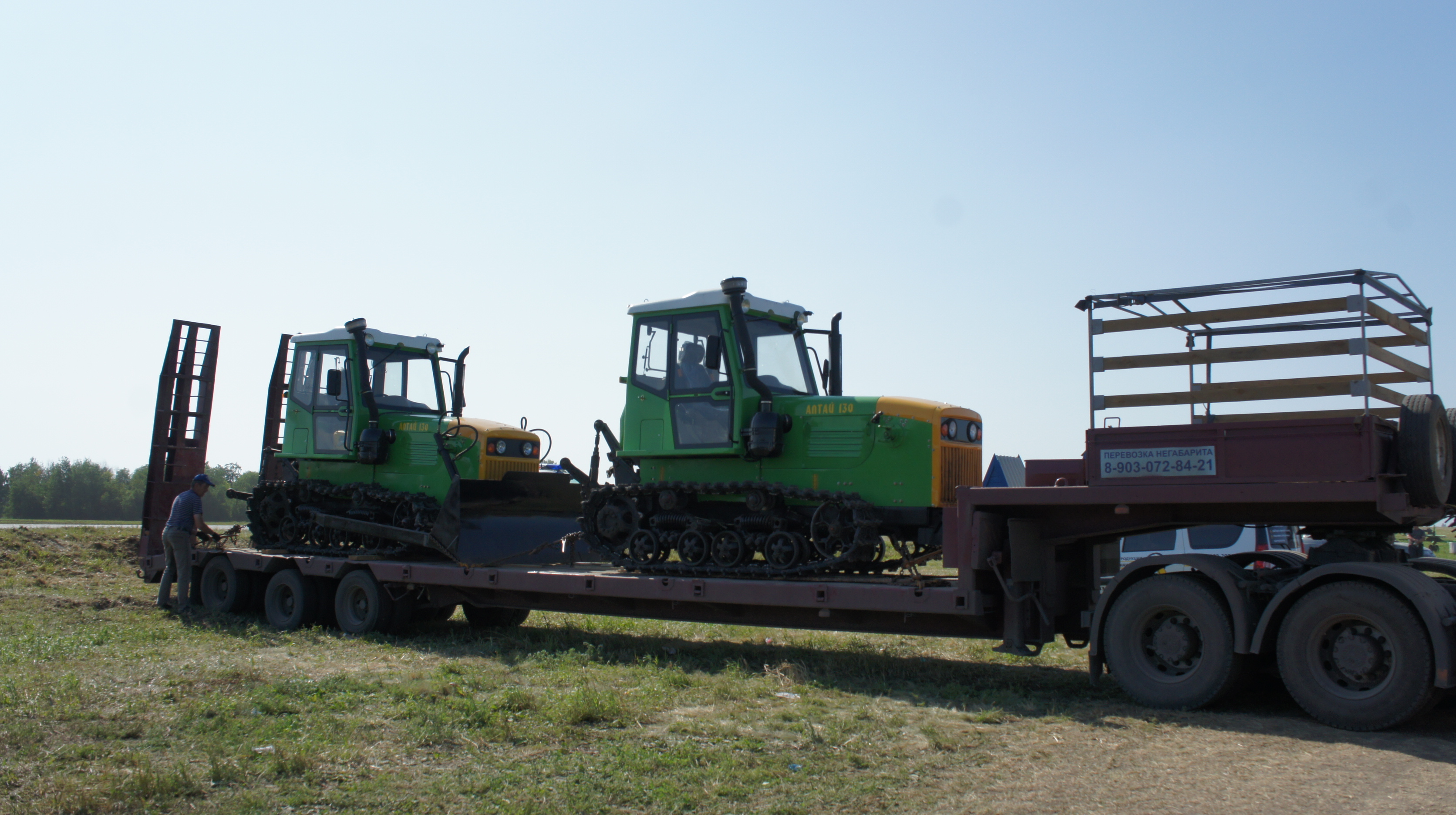
Zwei Raupenschlepper vom Typ Altai-130 auf einem Tieflader (2015)

Am 18. November 1941 beschloss das Zentralkomitee der KPdSU sowie der Rat der Volkskommissare die Produktionsanlagen des Charkower Traktorenwerks hinter den Ural zu evakuieren. Grund war wie bei vielen anderen Industriebetrieben auch, das Heranrücken der deutschen Truppen im Zuge des Unternehmens Barbarossa, dem Überfall der Wehrmacht auf die Sowjetunion. So entstand in den folgenden Monaten in der damals kleinen Stadt Rubzowsk ein neues Traktorenwerk. Der erste Traktor, ein SChTS-NATI, rollte am 24. August 1942 vom Band. Dieser Typ wurde in anderen Werken schon seit 1937 gebaut.
Während alle anderen großen Traktorenwerke der Sowjetunion in der Kriegszeit auf die Produktion von Waffen und Panzern umgestellt wurden, produzierte das Altaiski Traktorny Sawod weiter Kettentraktoren vom Typ SChTS-NATI. Nach dem Ende des Krieges baute ATS ab 1952 Traktoren vom Typ DT-54 in Serie. In anderen Werken hatte die Herstellung des gleichen Typs bereits drei Jahre eher begonnen. Während das Charkowski Traktorny Sawod und auch das Stalingradski Traktorny Sawod die Produktion zu Beginn der 1960er-Jahre stoppten, fertigte ATS das Modell noch bis 1979.
Im Jahr 1956 fiel der Beschluss, dass das Werk zukünftig auch Forstmaschinen bauen sollte. Bereits 1957 lief der erste Rückeschlepper vom Typ TDT-60 vom Band. Das Fahrzeug gewann auf der Weltausstellung 1958  eine Goldmedaille. Auf Basis des TDT-60 wurden später leistungsstärkere und größere Fahrzeuge entwickelt, heute sind Forsttraktoren mit Kettenantrieb das Kerngeschäft des Unternehmens.
Im Mai 1960 begann die Entwicklung des Kettentraktors T-4. Dieses Fahrzeug blieb von 1964 bis 1998 in Serienproduktion, verschiedene Modelle wurden entworfen und etwa 380.000 Exemplare gebaut.
Während des Zerfalls der Sowjetunion wurde das Unternehmen im Jahr 1992 privatisiert. Die neu entstandene offene Aktiengesellschaft heißt seitdem „OAO Altaiski Traktor“. Ebenso wurden Raupenschlepper entwickelt, die in deutlich höheren Leistungsklassen als zuvor gebaut wurden. Heute vertreibt das Unternehmen sowohl Raupentraktoren für die Landwirtschaft als auch diverses Spezialgerät, auf Basis dieser Fahrzeugtypen.

## Produkte
Die nachfolgende Liste stellt lediglich eine Auswahl der wichtigsten Fahrzeuge dar, die über die Zeit hinweg gebaut wurden.
- SChTS-NATI – Erster Kettentraktor des Werks, gebaut ab 1942.
- DT-54 – 30 Jahre lang produzierter Nachfolger des SChTS-NATI, fast eine Million Stück wurden gebaut.
- TDT-60 – Erster Forstschlepper des Herstellers aus den 1950er-Jahren, mit Kettenfahrwerk.
- T-4 – Schwerer Kettentraktor, gebaut ab 1964 in verschiedenen Modifikationen.
- T-401 und T-501 – Raupenschlepper aus aktueller Produktion mit 150 beziehungsweise 200 PS.

Daneben werden auf Basis von Kettenfahrzeugen auch Erdbohrgeräte, Forstschlepper, Kräne und Baumaschinen gebaut.